# S Ursae Majoris
S Ursae Majoris – gwiazda zmienna typu widmowego S położona w gwiazdozbiorze Wielkiej Niedźwiedzicy.